# AirHaifa
AirHaifa (Hebreeuws: אייר חיפה, Arabisch: طيران حيفا) is een Israëlische lagekostenluchtvaartmaatschappij. De maatschappij heeft haar hub op de luchthaven van Haifa en voert vluchten uit in het Middellandse Zeegebied en het Midden-Oosten.

## Geschiedenis
AirHaifa werd op 20 maart 2023 opgericht en werd daarmee de eerste nieuwe luchtvaartmaatschappij uit Israël in 35 jaar. De maatschappij zou haar hub in Haifa hebben, maar vanwege oplaaiende conflicten in de oorlog tussen Hamas en Israël werd de hub tijdelijk noodgedwongen verplaatst naar Luchthaven Ben-Gurion in Tel Aviv. Vanwege de komst van airHaifa op de luchthaven van Haifa werd de luchthaven nog volledig gerenoveerd.
Het eerste toestel werd geleverd op 28 juli 2024 en de eerste vlucht was op 30 september 2024 van Tel Aviv naar Eilat.

## Vloot

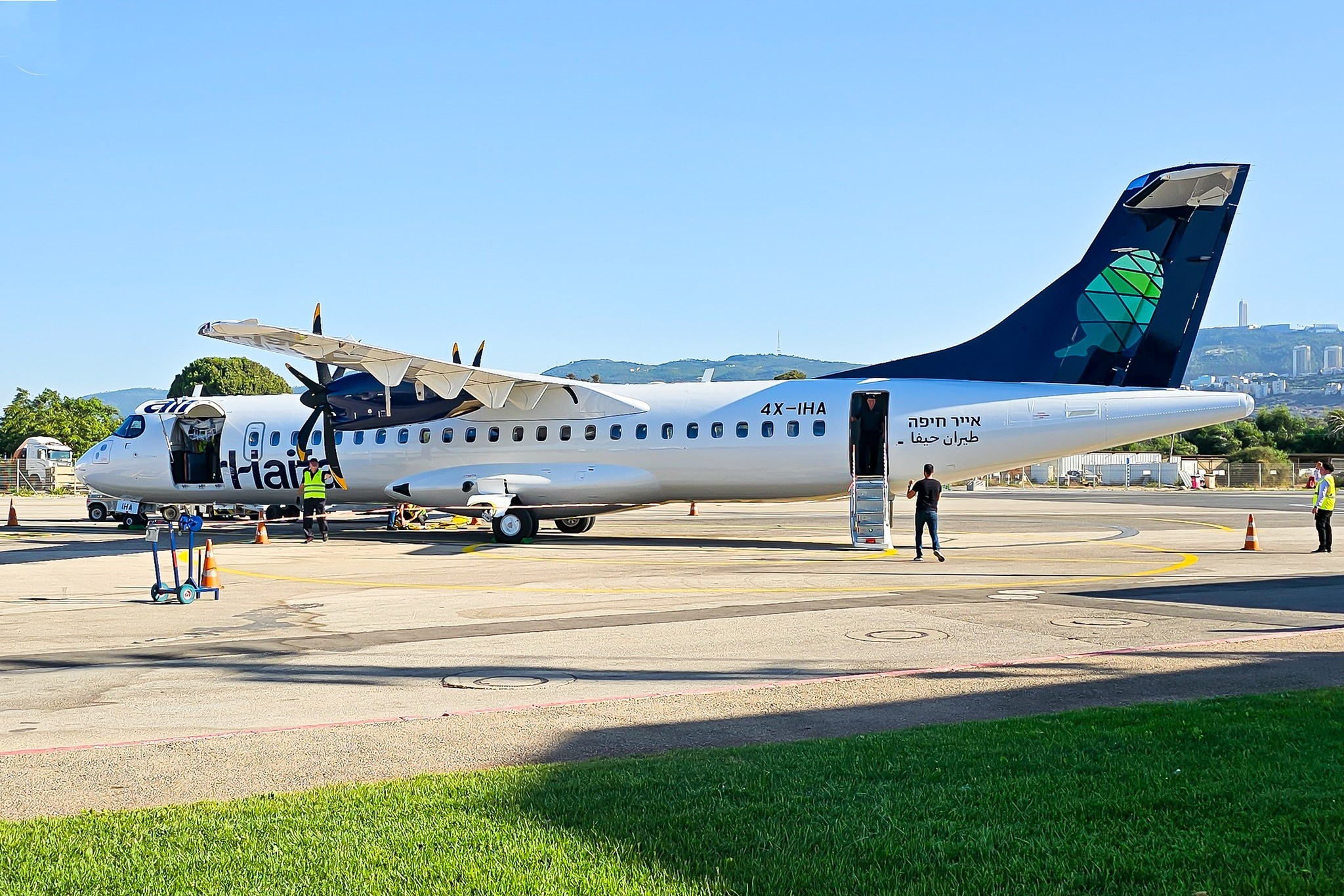
Een ATR 72-600 van airHaifa

De vloot van airHaifa bestaat uit de volgende toestellen (januari 2025):
| Type       | In dienst | Orders | Opmerkingen |
| ---------- | --------- | ------ | ----------- |
| ATR 72-600 | 3         | 1      |             |
| Totaal     | 3         | 1      |             |

## Bestemmingen
AirHaifa vliegt naar de volgende bestemmingen (januari 2025):
| Land        | Stad     | Luchthaven         | Opmerkingen           |
| ----------- | -------- | ------------------ | --------------------- |
| Cyprus      | Larnaca  | Luchthaven Larnaca |                       |
| Griekenland | Athene   | Luchthaven Athene  |                       |
| Israël      | Eilat    | Luchthaven Eilat   |                       |
| Israël      | Haifa    | Luchthaven Haifa   | hub                   |
| Turkije     | Istanbul | Istanbul Airport   | Vanaf 14 oktober 2026 |